# Ambia melanistis
Ambia melanistis là một loài bướm đêm trong họ Crambidae.